# Arnošt August Brunšvický
Arnošt August Kristián Jiří (německy: Ernst August Christian Georg; 17. listopadu 1887, Vídeň – 30. ledna 1953, zámek Marienburg) byl od 2. listopadu 1913 do 8. listopadu 1918 vévodou z Brunšviku. Byl vnukem Jiřího V. Hannoverského a Kristiána IX. Dánského a zetěm německého císaře Viléma II. Prusové sesadili v roce 1866 krále Jiřího z hannoverského trůnu.

## Původ
Ernst (Arnošt) August se narodil 17. listopadu 1887 hannoverskému korunnímu princi Ernestu Augustovi a princezně Thyře Dánské, jako nejmladší z šesti dětí. Následníkem trůnu se stal poté, co zemřeli oba jeho starší bratři George a Christian.
Arnošt August byl v přímé linii potomkem Jindřicha Lva nebo britského krále Jiřího I.

## Vláda
V roce 1884 zemřel brunšvický vévoda Vilém, který byl svobodný, bezdětný a byl poslední muž z brunšvicko-lüneburské větve rodu. Dědicem vévodství se měl stát další mužský příslušník rodu Welfů v řadě, a to hannoverský korunní princ Ernst August II. (vévoda z Cumberlandu) z vedlejší hannoverské dynastie.
Po připojení Hannoverska Pruskem v roce 1866 hannoverský král Jiří V. protestoval a odmítal akceptovat ztrátu svého trůnu. Po jeho smrti v roce 1878 se jeho syn Ernst August rovněž přihlásil ke svým právům na hannoverský trůn. Bylo tak jasné, že Ernst August v tomto případě nemůže být Pruskem přijat jako nástupce vévody Viléma v Brunšvicku.
Proto byla ustanovena regentská rada, která měla určit nového vévodu. Regentská rada zvolila za regenta pruského prince Albrechta Pruského, synovce německého císaře, který nastoupil do funkce regenta 2. listopadu 1885. Regent Albrecht zemřel 13. září 1906. Regentská rada se sešla a vyzvala zvláštní zasedání parlamentu; rozhodla, že nebude schopna přistoupit okamžitě k volbě nového vladaře, ale spíše bude hledat způsoby, jak skoncovat s problémy mezi vévodou z Cumberlandu a králem Pruska.
Vévoda z Cumberlandu napsal německému císaři Vilémovi II., že navrhuje, aby se on a jeho nejstarší syn Georg Wilhelm vzdali svých práv na Brunšvicko ve prospěch mladšího Ernsta Augusta. Tento návrh císař odmítl okamžitě.
28. května brunšvický parlament vybral jako regenta vévodu Johanna Albrechta Meklenbursko-Zvěřínského, který byl předtím regentem za svého synovce v letech 1897 až 1901. Jeho regentství v Brunšviku začalo 5. června 1907.
O několik let později se situace změnila. Arnoštův starší bratr Georg Wilhelm zemřel v roce 1912 při autonehodě. Císař Vilém II. poslal telegramem kondolenci a na oplátku poslal vévoda z Cumberlandu svého jediného žijícího syna Ernsta Augusta, který sloužil jako důstojník v bavorské armádě, osobně vyjádřit vděčnost císaři. Během této návštěvy se Arnošt August setkal s císařovou jedinou dcerou Viktorií Luisou. Bratr Viktorie Luisy, princ Adalbert Pruský a Max Bádenský provedli jemné jednání, aby dohodli manželství Viktorie Luisi a Ernsta Augusta, čímž by bylo možné i jeho nastoupení v Brunšvicku.
Vévoda z Cumberlandu se tedy vzdal svého práva na Brunšvik ve prospěch svého syna Ernsta. Ten zase souhlasil, že vstoupí do služby v pruské armádě (v regimentu husarů), což znamenalo přijmout slib věrnosti pruskému králi. Po přísaze se stal rytířem řádu černé orlice. Na základě této přísahy Prusko upustilo od svých námitek a Ernst (Arnošt) August se konečně mohl stát brunšvickým vévodou a zetěm císaře Viléma II.

## Rodina
V roce 1913 se v Berlíně oženil s dcerou císaře Viléma II., princeznou Viktorii Luisou Pruskou. Jejich svatba byla posledním větším setkáním evropských panovníků před první světovou válkou. Ernst a Viktorie spolu měli tyto děti:
- Arnošt August (18. března 1914 – 9. prosince 1987), v letech 1953–1987 hlava Hannoverské dynastie
⚭ 1951 Ortrud Šlesvicko-Holštýnsko-Sonderbursko-Glücksburská (19. prosince 1925 – 6. února 1980)
⚭ 1981 Monika zu Solms-Laubach (8. srpna 1929 – 4. června 2015)
- Jiří Vilém (25. března 1915 – 8. ledna 2006) ⚭ 1946 Sofie Řecká a Dánská (26. června 1914 – 3. listopadu 2001)
- Frederika (18. dubna 1917 – 6. ledna 1981) ⚭ 1938 řecký korunní princ Pavel (14. prosince 1901 – 6. března 1964), budoucí řecký král Pavel I. Řecký
- Kristián Oskar (1. září 1919 – 10. prosince 1981) ⚭ 1963 Mireille Dutry (* 1946)
- Welf Jindřich (11. března 1923 – 12. července 1997) ⚭ 1960 Alexandra Ysenburská a Büdingenská (23. října 1927 – 1. června 2015)

## Tituly
- 1887–1913: Jeho královská Výsost Princ hannoverský, princ Velké Británie a Irska, vévoda brunšvicko-lüneburský (neoficiálně Princ Arnošt Cumberlandský)
- 1913–1917: Jeho královská Výsost Vévoda brunšvický, princ hannoverský, princ Velké Británie a Irska, vévoda brunšvicko-lüneburský
- 1917–1923: Jeho královská Výsost Vévoda brunšvický, princ hannoverský, vévoda brunšvicko-lüneburský
- 1923–1953: Jeho královská Výsost Vévoda brunšvický, pretendent hannoverský, vévoda brunšvicko-lüneburský

## Vývod z předků
|                          |                                   |  |                                                       |                                         |  |  |  |  |  |  |  | Jiří III. |
|                          |                                   |  |                                                       |                                         |  |  |  |  |  |  |  |           |
|                          | Arnošt August I. Hannoverský      |  |                                                       |                                         |  |  |  |  |  |  |  |           |
|                          |                                   |  |                                                       |                                         |  |  |  |  |  |  |  |           |
|                          |                                   |  |                                                       | Šarlota Meklenbursko-Střelická          |  |  |  |  |  |  |  |           |
|                          |                                   |  |                                                       |                                         |  |  |  |  |  |  |  |           |
|                          | Jiří V. Hannoverský               |  |                                                       |                                         |  |  |  |  |  |  |  |           |
|                          |                                   |  |                                                       |                                         |  |  |  |  |  |  |  |           |
|                          |                                   |  |                                                       | Karel II. Meklenbursko-Střelický        |  |  |  |  |  |  |  |           |
|                          |                                   |  |                                                       |                                         |  |  |  |  |  |  |  |           |
|                          | Frederika Meklenbursko-Střelická  |  |                                                       |                                         |  |  |  |  |  |  |  |           |
|                          |                                   |  |                                                       |                                         |  |  |  |  |  |  |  |           |
|                          |                                   |  |                                                       | Frederika Hesensko-Darmstadtská         |  |  |  |  |  |  |  |           |
|                          |                                   |  |                                                       |                                         |  |  |  |  |  |  |  |           |
|                          | Ernest Augustus Hannoverský       |  |                                                       |                                         |  |  |  |  |  |  |  |           |
|                          |                                   |  |                                                       |                                         |  |  |  |  |  |  |  |           |
|                          |                                   |  |                                                       | Fridrich Sasko-Altenburský              |  |  |  |  |  |  |  |           |
|                          |                                   |  |                                                       |                                         |  |  |  |  |  |  |  |           |
|                          | Josef Sasko-Altenburský           |  |                                                       |                                         |  |  |  |  |  |  |  |           |
|                          |                                   |  |                                                       |                                         |  |  |  |  |  |  |  |           |
|                          |                                   |  |                                                       | Šarlota Georgina Meklenbursko-Střelická |  |  |  |  |  |  |  |           |
|                          |                                   |  |                                                       |                                         |  |  |  |  |  |  |  |           |
|                          | Marie Sasko-Altenburská           |  |                                                       |                                         |  |  |  |  |  |  |  |           |
|                          |                                   |  |                                                       |                                         |  |  |  |  |  |  |  |           |
|                          |                                   |  |                                                       | Ludvík Württemberský                    |  |  |  |  |  |  |  |           |
|                          |                                   |  |                                                       |                                         |  |  |  |  |  |  |  |           |
|                          | Amálie Württemberská              |  |                                                       |                                         |  |  |  |  |  |  |  |           |
|                          |                                   |  |                                                       |                                         |  |  |  |  |  |  |  |           |
|                          |                                   |  |                                                       | Henrietta Nasavsko-Weilburská           |  |  |  |  |  |  |  |           |
|                          |                                   |  |                                                       |                                         |  |  |  |  |  |  |  |           |
| Arnošt August Brunšvický |                                   |  |                                                       |                                         |  |  |  |  |  |  |  |           |
|                          |                                   |  |                                                       |                                         |  |  |  |  |  |  |  |           |
|                          |                                   |  | Fridrich Karel Šlesvicko-Holštýnsko-Sonderburský-Beck |                                         |  |  |  |  |  |  |  |           |
|                          |                                   |  |                                                       |                                         |  |  |  |  |  |  |  |           |
|                          | Fridrich Vilém Glücksburský       |  |                                                       |                                         |  |  |  |  |  |  |  |           |
|                          |                                   |  |                                                       |                                         |  |  |  |  |  |  |  |           |
|                          |                                   |  |                                                       | Frederika Schliebenská                  |  |  |  |  |  |  |  |           |
|                          |                                   |  |                                                       |                                         |  |  |  |  |  |  |  |           |
|                          | Kristián IX.                      |  |                                                       |                                         |  |  |  |  |  |  |  |           |
|                          |                                   |  |                                                       |                                         |  |  |  |  |  |  |  |           |
|                          |                                   |  |                                                       | Karel Hesensko-Kasselský                |  |  |  |  |  |  |  |           |
|                          |                                   |  |                                                       |                                         |  |  |  |  |  |  |  |           |
|                          | Luisa Karolina Hesensko-Kasselská |  |                                                       |                                         |  |  |  |  |  |  |  |           |
|                          |                                   |  |                                                       |                                         |  |  |  |  |  |  |  |           |
|                          |                                   |  |                                                       | Luisa Dánská                            |  |  |  |  |  |  |  |           |
|                          |                                   |  |                                                       |                                         |  |  |  |  |  |  |  |           |
|                          | Thyra Dánská                      |  |                                                       |                                         |  |  |  |  |  |  |  |           |
|                          |                                   |  |                                                       |                                         |  |  |  |  |  |  |  |           |
|                          |                                   |  |                                                       | Fridrich Hesensko-Kasselský             |  |  |  |  |  |  |  |           |
|                          |                                   |  |                                                       |                                         |  |  |  |  |  |  |  |           |
|                          | Vilém Hesensko-Kasselský          |  |                                                       |                                         |  |  |  |  |  |  |  |           |
|                          |                                   |  |                                                       |                                         |  |  |  |  |  |  |  |           |
|                          |                                   |  |                                                       | Karolina Nasavsko-Usingenská            |  |  |  |  |  |  |  |           |
|                          |                                   |  |                                                       |                                         |  |  |  |  |  |  |  |           |
|                          | Luisa Hesensko-Kasselská          |  |                                                       |                                         |  |  |  |  |  |  |  |           |
|                          |                                   |  |                                                       |                                         |  |  |  |  |  |  |  |           |
|                          |                                   |  |                                                       | Frederik Dánský                         |  |  |  |  |  |  |  |           |
|                          |                                   |  |                                                       |                                         |  |  |  |  |  |  |  |           |
|                          | Luisa Šarlota Dánská              |  |                                                       |                                         |  |  |  |  |  |  |  |           |
|                          |                                   |  |                                                       |                                         |  |  |  |  |  |  |  |           |
|                          |                                   |  |                                                       | Žofie Frederika Meklenbursko-Zvěřínská  |  |  |  |  |  |  |  |           |
|                          |                                   |  |                                                       |                                         |  |  |  |  |  |  |  |           |